# Basken
De Basken (Baskisch: Euskotarrak of Euskaldunak) zijn een volk in Europa. Ze zijn de bewoners van de westelijke uitlopers van de Pyreneeën in Noord-Spanje en zuidwestelijk Frankrijk. Er zijn ongeveer 4 miljoen Basken. 2,7 miljoen daarvan wonen in Spanje en 700.000 in Frankrijk. Verder wonen in Latijns-Amerika veel mensen met een Baskische achtergrond.
De Basken zien zichzelf als onafhankelijk, maar hebben sinds hun bekende cultuuroorsprong (1e eeuw v.Chr.) nog nooit langdurig een echte autonome status gehad.
Het Baskisch (Euskara), is voor zover bekend niet verwant aan enige andere taal. Men vermoedt dat de Basken het langste van alle volkeren in Europa wonen.

## Baskenland

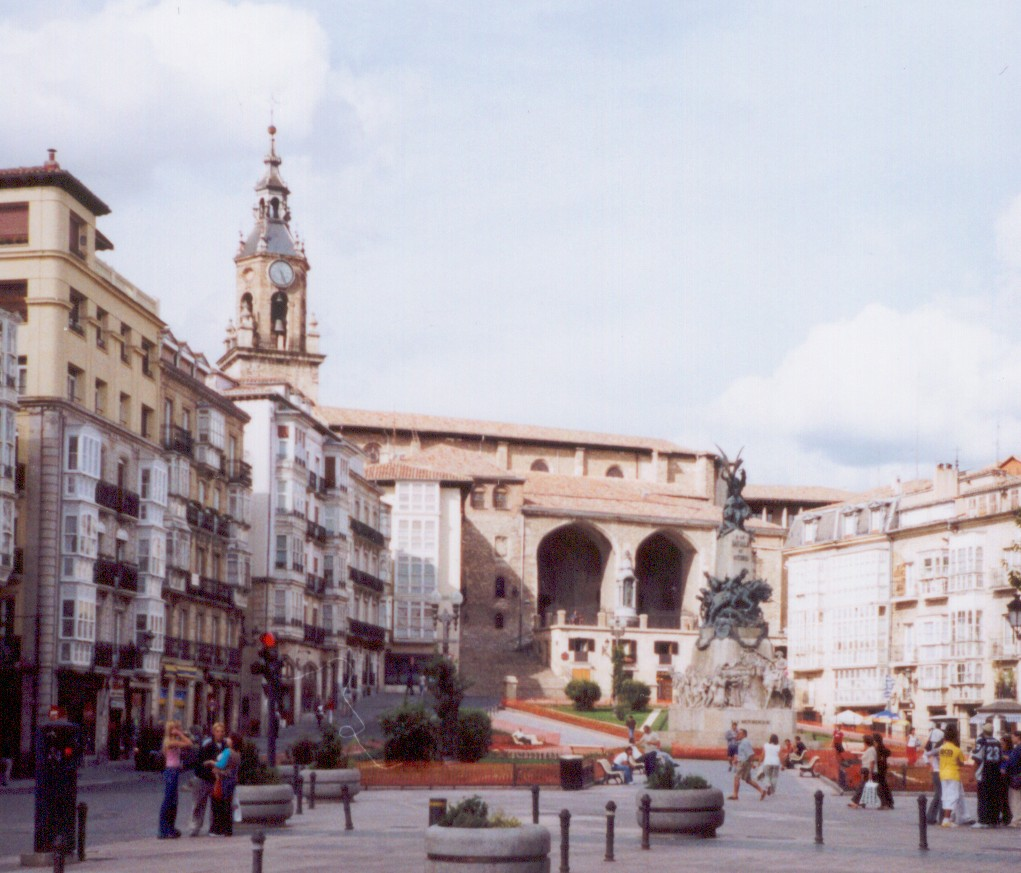
Vitoria-Gasteiz, de bestuurlijke hoofdstad van Spaans-Baskenland

Spaans-Baskenland wordt door de Basken Hegoalde genoemd en Frans-Baskenland wordt Iparralde genoemd. Baskenland is opgedeeld in zeven traditionele regio's, waarvan er vier in Hegoalde en drie in Iparralde liggen. Verder is Baskenland nog populair bij de Spaanse culturen.

### Spaans-Baskenland
De in Spanje levende Basken zijn verdeeld over twee autonome regio's: de Autonome Regio Baskenland en Navarra. Baskenland is bijna geheel Baskisch, terwijl Navarra ook voor een groot deel niet-Baskisch is. De traditionele Baskische hoofdstad Guernica (Baskisch: Gernika) bevindt zich in Spaans-Baskenland. De bestuurlijke hoofdstad van de autonome regio Baskenland is Vitoria-Gasteiz (Spaans: Vitoria, Baskisch: Gasteiz), die van Navarra Pamplona (Baskisch: Iruñea).

### Frans-Baskenland
Frans-Baskenland concentreert zich in het departement Pyrénées-Atlantiques, en uit zich vooral in de regio rond Bayonne (Baskisch: Baiona), dat als de Baskische hoofdstad in Frankrijk wordt gezien.

## Geschiedenis

### Oude geschiedenis
De oorsprong van de Basken is in mysteries gehuld. Hun taal is dermate afwijkend en niet of nauwelijks verwant aan bestaande talen, dat de Basken niet gerekend worden tot de oude Europese volkeren, zoals de Kelten of Germanen. Een vrij gangbare theorie is dat zij oorspronkelijke bewoners waren in Zuidwest-Europa, nog voordat de Kelten vanuit Centraal-Europa naar het westen trokken en hier de dominante cultuur vormden. Sommige theorieën gaan zelfs zo ver door de Basken als directe afstammelingen van de cro-magnonmensen te classificeren, op basis van fysieke kenmerken en skeletbouw die zouden afwijken van de modernere, Indo-Europese volkeren. Deze theorie is zeer omstreden.
Als gevolg van de resultaten van een uitgebreid onderzoek uit 2010 naar de Y-chromosoom haplogroep is ernstige twijfel gerezen omtrent de traditionele opvatting dat de Basken een overblijvende populatie zouden zijn, omdat er bij deze populatie (vergeleken met die van de omgevende Keltische gebieden) geringere diversiteit in hun dominante R1b haplogroep zou zijn, wat op een recenter "vestigingseffect" wijst.
De Baskische geschiedenis zoals wij die kennen gaat terug tot de eerste eeuw voor Christus, toen de Basken met succes weerstand boden tegen de Romeinen. Tijdens de Romeinse bezetting hebben de Basken stand gehouden en altijd hun grondgebied weten te beschermen. Allicht is dit ook de oorsprong van hun streven naar een autonome staat. De Basken zijn in de periode van de 3e eeuw tot de 5e eeuw bekeerd tot het christendom, waarna in de 6e eeuw een nieuwe invasie (door de Visigoten) kon worden afgeslagen. In de kalmere periode die hierop volgde, trokken de Basken noordwaarts richting de Pyreneeën en Aquitanië, en bevolkten zij het latere Gascogne. De Basken die in de "thuisstreek" waren achtergebleven konden in de 8e eeuw met succes verhinderen dat de Moren het Iberisch Schiereiland volledig in handen kregen.

### Middeleeuwen tot 1900
In de middeleeuwen wisten de Basken een redelijke staat van autonomie te handhaven. Biskaje (Baskisch: Bizkaia, Spaans: Vizcaya) bleef onbezet van 1093 tot 1370, waarna het onderdeel werd van het Koninkrijk Castilië waartoe ook Gipuzkoa en Araba behoorden. Aan het einde van de 15e eeuw ontstond het Koninkrijk Spanje, maar de Basken behielden hun eigen cultuur, bestuur en wetten. In 1876 wist Baskenland echter niet langer weerstand te bieden aan de veroveringen van Koning Alfons XII op de opstandige Carlisten. De vorst dwong de Basken de Castiliaanse taal en gewoonten over te nemen.

### Autonomie
In 1936 barstte in Spanje de burgeroorlog los, na de opstand van generaal Francisco Franco. De republikeinse regering kende de Basken autonomie toe als beloning voor hun hulp bij het omver werpen van de Spaanse monarchie. De eerste leider van het kortstondige Baskenland (Euskadi) was José Aguirre.
Al in 1937, maar ook in 1939, werd het Baskenland en de taal (Euskara) officieel ontbonden en verboden. Franco liet alle Euskarische schoolboeken verbranden, en kinderen mochten géén Euskarische naam meer krijgen. Pas in 1960 streek Franco zijn hand over het hart en mochten bij hoge uitzondering kerkdiensten in het Baskisch worden gegeven en radio-uitzendingen in het Baskisch worden uitgezonden.

### De terugkeer van de Baskische cultuur
Pas in 1979, vier jaar na de dood van generaal Franco, mocht er weer onderwijs worden gegeven in het Baskisch. In het volgende jaar kregen de Basken een eigen parlement en werd het Baskisch door de Spaanse regering erkend als tweede nationale taal in de Baskische provincies.

### Franse Basken
Frankrijk heeft de Basken nooit als autonoom gezien, en de Basken hebben hier ook nooit een autonome staat gekend. Pas in 1981 erkende de Franse president François Mitterrand in zijn verkiezingsprogramma dat deze bevolking aanwezig was, met het idee voor een Pays Basque. Toen de toenmalige minister van Binnenlandse Zaken Gaston Defferre (PS) de lokale verkozenen raadpleegde, bleken deze verdeeld te zijn over deze precaire aangelegenheid. Met name de conservatieven, die vooral beïnvloed werden door de kerk, verweerden zich sterk tegen het initiatief van Mitterrand. Pas in 1996 sprak 63,7% van alle lokale burgemeesters zich tijdens een geheime bijeenkomst, de Biltzar uit vóór een Baskisch departement. Tot op heden is er door de Franse nationale overheid geen initiatief genomen om deze wens in concrete plannen om te zetten.

## Cultuur

### Taal
Het Baskisch is volgens velen niet verwant met enige andere taal. Sommige taalwetenschappers, en met name de Amerikaanse linguïst John Bengtson, brengen het Baskisch in verband met talen die in de Kaukasus worden gesproken. De theorie daarover blijft echter controversieel. Gedurende de eeuwen heeft het Spaans een grote invloed uitgeoefend op het Baskisch, en de taal kent tegenwoordig veel Spaanse leenwoorden. Andersom heeft het Baskisch ook invloed uitgeoefend op het Spaans, vooral toen dit zich begon te onderscheiden van het Latijn.
In Spaans-Baskenland heeft het Baskisch een gelijke status als het Spaans, terwijl het in Frankrijk slechts de status van regionale taal heeft. Hierdoor is het aandeel van de Basken dat Baskisch spreekt in Spanje hoger dan in Frankrijk. Baskisch wordt nog door zo'n half miljoen mensen gesproken, en dat aantal neemt voortdurend af, ondanks allerlei inspanningen van overheidswege.

### Religie
De Basken zijn overwegend rooms-katholiek. Voordat de Basken zich tot het christendom bekeerden, hadden ze een eigen polytheïstische Baskische mythologie.

### Symbolen
| Het bekendste symbool van het Baskenland is de Ikurriña, de vlag. Het is de officiële vlag van de Spaanse autonome gemeenschap Baskenland en de onofficiële vlag van het Baskische volk.                |
| De Lauburu is een ander Baskisch symbool. Het is een aan de swastika verwant symbool dat leven symboliseert. In gespiegelde vorm symboliseert het de dood, en wordt daarom vaak gebruikt op grafstenen. |

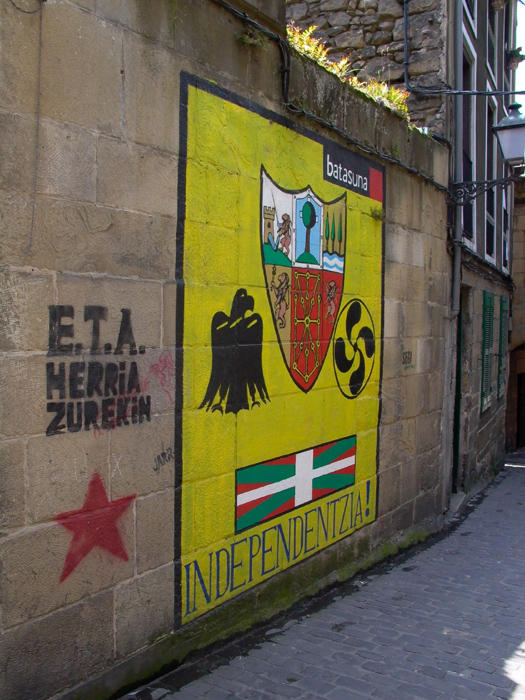
Muurschildering in Pasaia

Baskische symbolen zijn overal in Baskenland te vinden, bijvoorbeeld als politieke muurschildering. Naast het wapen van Baskenland is op deze muurschildering in Pasaia (Pasajes) de Lauburu en de Arrano beltza ("de zwarte adelaar") te zien. Dit laatste symbool was eigenlijk een symbool van Navarra, maar is gaandeweg een symbool geworden van heel Baskenland, waarbij men Navarra als de oude Baskische staat beschouwt. Rechtsboven staat het beeldmerk van Batasuna. Naast de afbeelding staat "E.T.A. - het volk is met jou". Onder de Ikurriña staat "onafhankelijkheid".

### Sport
Pelota is de nationale sport van Baskenland. Het is een balsport, een soort combinatie tussen tennis en squash.
Een andere populaire sport is wielrennen. In de ploeg Euskaltel-Euskadi (1994-2013) werden alleen renners uit Baskenland en Navarra toegelaten; deze ploeg werd dan ook wel gezien als de nationale ploeg van het Baskenland. Bij de vrouwen bestaat de ploeg Bizkaia-Durango. Baskische supporters tijdens de Tour de France hullen zich in oranje, waardoor ze vaak verward worden met Nederlandse supporters. Een aantal internationale wielerwedstrijden vindt plaats in Baskenland, waaronder de Ronde van het Baskenland, de Clásica San Sebastián en de Emakumeen Bira (voor vrouwen), maar bijna elke plaats heeft wel zijn eigen wedstrijd.
Andere populaire sporten in Baskenland zijn voetbal en rugby.

## De ETA
De Basken zijn regelmatig in het nieuws vanwege de Euskadi Ta Askatasuna (ETA). Dit is een terroristische organisatie die aanslagen pleegt om bij de Spaanse regering een onafhankelijk Baskenland af te dwingen. De naam betekent 'Baskenland en Vrijheid'.
De Spaanse burgeroorlog heeft diepe wonden achtergelaten bij de Baskische bevolking, en tot op heden vechten sommige Basken voor een eigen staat. Zeer recentelijk verkregen de Basken van de Spaanse regering verregaande staat van autonomie. De ETA is ontstaan in de jaren zestig, toen het separatisme een hoogtepunt bereikte en een militaire vleugel werd opgericht. Oorspronkelijk was de ETA gericht tegen de dictatuur van Franco, maar na het herstel van de democratie ging de ETA door met aanslagen plegen. Veel leden van het eerste uur verlieten toen de beweging, omdat ze vonden dat de ETA een gewelddadige moordmachine was geworden. Sinds de eerste aanslag in 1960 zijn ongeveer 800 mensen door de ETA om het leven gebracht.
De politieke partij die doorgaans in verband wordt gebracht met de ETA is Batasuna, die op politieke wijze probeert te strijden voor onafhankelijkheid. Batasuna is de Baskische evenknie van Sinn Féin uit Ierland. De partij werd in 2002 illegaal verklaard door de toenmalige Spaanse regering onder leiding van premier José María Aznar van de rechtse Partido Popular (PP).
Verschillende partijen, min of meer met dezelfde ideologie en bezetting, hebben geprobeerd het roer over te nemen van Herri Batasuna, maar waren hetzelfde lot beschoren. Bij de laatste autonome verkiezingen in 2005 verkreeg de communistische partij EHAK 9 zetels. Deze partij werkt met hetzelfde gedachtegoed als Batasuna, maar werd niet illegaal verklaard vanwege een veranderd politiek klimaat in de centrale regering van Spanje.
De sterke man van de beweging is nog steeds de woordvoerder van Batasuna, Arnoldo Otegi.
De oprichting van de ETA was een direct gevolg van de samenwerking in 1894 met de Partido Nacionalista Vasco (PNV), een partij die in de tijd van generaal Franco werd verbannen. De PNV veroordeelde de gewelddadige acties van de ETA, die hun eigen acties zag als een wettelijke vorm van zelfverdediging.

## Enkele bekende Basken

### Volledig Baskisch
- Xabi Alonso, voetballer
- Jean Anouilh, toneelschrijver
- Sabino Arana, stichter van de PNV
- Joxe Azurmendi, filosoof
- Txiki Begiristain, voetballer
- Joseba Beloki, wielrenner
- Juan Sebastián Elcano, eerste persoon die rond de wereld reisde
- Joseba Etxeberria, voetballer
- Bernard Etxepare, dichter
- Roberto Laiseka, wielrenner
- Bixente Lizarazu, voetballer
- Iban Mayo, wielrenner
- Gaizka Mendieta Zabala, voetballer
- Verscheidene koningen van Navarra
- Jorge Oteiza, beeldhouwer
- Santiago Ramón y Cajal, Nobelprijswinnaar
- Joseba Sarrionandia, schrijver
- Txillardegi, schrijver
- Miguel de Unamuno, schrijver, dichter, toneelschrijver, filosoof, polemist en essayist
- Franciscus Xaverius, geestelijke
- Andoni Zubizarreta, voetballer

### Deels Baskisch
- Maurice Ravel, Frans componist van klassieke muziek
- Juana Inés de la Cruz, Mexicaans dichteres
- Louis Daguerre, Frans uitvinder van de fotografie
- Luis Echeverría, president van Mexico
- Pierre de Fermat, Frans wiskundige
- Miguel Indurain, wielrenner
- Eva Perón, Argentijns politica
- Augusto Pinochet, dictator van Chili
- Máxima Zorreguieta, koningin van Nederland, van Argentijnse afkomst
- Phara de Aguirre, Vlaams journaliste